# Đèo Khau Ra
Đèo Khau Ra nằm trên quốc lộ 279 ở vùng đất bản Phân xã Hoàng Văn Thụ huyện Bình Gia tỉnh Lạng Sơn, Việt Nam .
Đèo có độ cao cỡ 470 m, chiều dài gần 5 km. Đỉnh đèo cách thị trấn Bình Gia 21°57′14″B 106°22′28″Đ / 21,953838°B 106,374428°Đ hướng tây bắc cỡ 6 km.
Đèo uốn lượn trên vùng núi đá vôi hiểm trở. Về mùa đông nhiệt độ có thể xuống thấp dưới 5 °C, tạo ra sương mù gây nguy hiểm cho giao thông. Năm 2014 đã lắp đặt hộ lan tại vùng đèo .
Trên Google Maps biên tập tên đèo ở sườn bắc, cách đỉnh đèo cỡ 2 km.

## Thắng cảnh liên quan
Thác Đăng Mò 21°59′35″B 106°19′18″Đ / 21,992923°B 106,32178°Đ ở chân đèo Khau Ra phía tây bắc, cạnh Quốc lộ 279, cách đỉnh đèo cỡ gần 4 km. Thác ở trên suối Bản Phân tại giáp ranh  Hoàng Văn Thụ và xã Thiện Thuật của huyện.